# Gunilla Norling
Gunilla Christina Norling, född Olsson, före 1976 Gunilla Ohlsson-Larsson och även Gunilla O. Larsson, född 7 september 1943 i Stockholm, är en svensk skådespelare och röstskådespelare.
Hon har bland annat gett röst åt Daphne i Scooby-Doo, Kajsa Anka i Musse Piggs julsaga, och Frida i Pelle Svanslös i Amerikatt.

## Filmografi i urval
- 1959 – Törnrosa (röst till drottningen)
- 1962 – Handen på hjärtat (servitris)
- 1963 – Den gula bilen (servitris)
- 1966 – Den ödesdigra klockan (flicka)
- 1967 – En sån strålande dag (Eva Larsson)
- 1967 – Kärlek 1-1000
- 1971 – Riddaren utan namn (röst prinsessan Slavěna)
- 1971 – Exponerad (dubbar Christina Lindbergs röst)
- 1972 – Bröderna Malm (TV-serie) (Angelica)
- 1972–1973 – Ett resande teatersällskap (TV-serie) (Malvina)
- 1973 – Vem älskar Yngve Frej (en turist)
- 1973 – Mumindalen (TV-serie) (röst till Krypet)
- 1975 – Sängkamrater (Beryl)
- 1976 – Asterix 12 stordåd (röst till Mimine med flera)
- 1977 – Bussen (busschauffören Harriet)
- 1979 – Katitzi (sekreterare)
- 1981 – Pelle Svanslös (röst till Frida)
- 1983 – Musse Piggs julsaga (röst till Isabelle, spelad av Kajsa Anka)
- 1985 – En ettas dagbok (TV-serie)
- 1985 – Pelle Svanslös i Amerikatt (röst till Frida)
- 1988 – David och de magiska pärlorna (mamman)
- 1997 – Svenska hjältar (Vikings fru Katrin)